# Krzysztof Lubieniecki
Krzysztof Lubieniecki (ur. 12 lipca 1659 w Szczecinie, zm. 20 października 1729 w Amsterdamie) – polski malarz barokowy.

## Życiorys
Ojcem Krzysztofa był Stanisław Lubieniecki, starszym bratem Teodor Bogdan Lubieniecki. Początkowo kształcił się w zakresie sztuk malarskich w Hamburgu, w 1675 wyjechał do Amsterdamu, gdzie podjął naukę u Adriana Backera i związał się z remonstrantami, zostając w 1681 roku członkiem ich amsterdamskiej parafii. W Amsterdamie mieszkał do śmierci, specjalizując się głównie w portretach, choć malował także wątki biblijne, obrazy rodzajowe i dekoracje dla teatrów.
Obrazy artysty znajdują się między innymi w zbiorach Muzeum Narodowego w Warszawie, Zamku Wawelskiego, Państwowego Muzeum Sztuki w Kopenhadze i Rijksmuseum.
21 lutego 1693 roku zgłosił zapowiedzi do ślubu z Helena van Rijp (1658/1659-1704), także jak on członkinią kościoła remonstranckiego w Amsterdamie. Mieli razem dwie córki:
1. Wilhelmina (ochrz. 19 września 1694 – poch. 1 listopada 1694)[7]
2. Wilhelmina (ochrz. 13 marca 1698 – poch. 15 maja 1698)[8]